# البنك المركزي التايلاندي
بنك تايلاند (بالتايلندية: ธนาคารแห่งประเทศไทย)‏ هو البنك المركزي لتايلاند.

## المسؤوليات
تتمثل مهمة بنك تايلاند في توفير بيئة مالية مستقرة للنمو الاقتصادي المستدام من أجل تحقيق تحسن مستمر في مستوى معيشة شعب تايلاند.

## روابط خارجية
- الموقع الرسمي